# Cobanocythere angularis
Cobanocythere angularis is een mosselkreeftjessoort uit de familie van de Cobanocytheridae. De wetenschappelijke naam van de soort is voor het eerst geldig gepubliceerd in 1980 door Gottwald & Scherner.